# جایزه بزرگ ابوظبی ۲۰۱۹
جایزه بزرگ ابوظبی ۲۰۱۹ (انگلیسی: ‎2019 Abu Dhabi Grand Prix‎)، که به‌طور رسمی با نام جایزه بزرگ هواپیمایی اتحاد ابوظبی ۲۰۱۹ فرمول یک شناخته می‌شود، یک مسابقهٔ موتوری در رشتهٔ اتومبیل‌رانی فرمول یک بود که در تاریخ ۱ دسامبر ۲۰۱۹ در پیست یاس مارینا واقع در ابوظبی، امارات متحده عربی برگزار شد. این مسابقه، مسابقهٔ نهایی در مسابقات فرمول یک فصل ۲۰۱۹ بود و به‌عنوان یازدهمین برگزاری جایزه بزرگ ابوظبی، و یازدهمین برگزاری سراسری این مسابقه از زمان برگزاری به‌عنوان یک رویداد قهرمانی جهان از فصل گشایشی در سال ۱۹۵۰ تاکنون شناخته می‌شود. این مسابقه پس از جایزه بزرگ آفریقای جنوبی ۱۹۶۳ نخستین مسابقه‌ای بود که در ماه دسامبر برگزار می‌شد.

## پس‌زمینه

### رده‌بندی قهرمانی پیش از مسابقه
پیش از فرارسیدن این مسابقهٔ آخر هفته، دو جایگاه نخست در جدول قهرمانی جهان رانندگان با کسب این جایگاه‌ها توسط لوئیس همیلتون به‌عنوان قهرمان جهان، و والتری بوتاس به‌عنوان کسب‌کنندهٔ مقام دوم قهرمانی جهان مشخص شده‌بود. با این حال سومین رانندهٔ جدول رده‌بندی هنوز مشخص نشده‌بود و مکس فرستاپن با ۲۶۰ امتیاز، شارل لکلرک با ۲۴۹ امتیاز و سباستین فتل با ۲۳۰ امتیاز رانندگانی بودند که باید برای دستیابی به این جایگاه با یکدیگر رقابت می‌کردند. در این میان سباستین فتل هنوز فرصت پیشی گرفتن از لکلرک برای کسب مقام چهارم رده‌بندی را داشت، اما اختلاف امتیاز او با فرستاپن بیشتر از آن بود که بتواند به جایگاه سوم برسد. چهار جایگاه اول در جدول رده‌بندی قهرمانی جهان سازندگان مشخص شده‌بود. جایگاه اول توسط مرسدس، جایگاه دوم توسط فراری، جایگاه سوم توسط رد بول، و جایگاه چهارم توسط مک‌لارن کسب شده‌بود. با این حال سازندهٔ برندهٔ مقام پنجم، با توجه به اختلاف هشت امتیازی رنو با تورو روسو، هنوز مشخص نشده‌بود.

### شرکت‌کنندگان
تیم‌ها و رانندگان وارد شده به این مسابقه دقیقاً همانند مسابقهٔ پیشین بودند و هیچ رانندهٔ جایگزینی برای تمرین یا مسابقه در نظر گرفته نشد.

## تمرین
در طول مرحلهٔ اول تمرین روز جمعه دو بار پرچم قرمز به اهتزاز درآمد. بار اول در زمانی که دنیل ریکاردو دچار نقص فنی در پیشرانهٔ خودرو شد، و بار دوم پس از تصادف سباستین فتل در پیچ ۱۹ و در دقایق پایانی مرحلهٔ تمرین، که پس از آن نیز این مرحله دوباره آغاز نشد. در پایان این مرحله والتری بوتاس جایگاه سریع‌ترین راننده را کسب کرد، و پس از او نیز مکس فرستاپن و لوئیس همیلتون به‌ترتیب در جایگاه‌های دوم و سوم قرار گرفتند. در تمرین دوم، پس از برخورد والتری بوتاس و رومن گروژان در پیچ ۱۱، پرچم قرمز به اهتزاز درآمد. بعداً بوتاس در این حادثه به‌عنوان مقصر شناخته‌شد. بوتاس این مرحله را به‌عنوان سریع‌ترین راننده به پایان رساند و پس از او نیز همیلتون و شارل لکلرک به‌ترتیب در رده‌های بعدی قرار گرفتند.

## تعیین خط

### رده‌بندی تعیین خط
| جایگاه              | شماره. | راننده            | سازنده                       | زمان      | زمان      | زمان      | نوبت نهایی |
| جایگاه              | شماره. | راننده            | سازنده                       | مرحله اول | مرحله دوم | مرحله سوم | نوبت نهایی |
| ------------------- | ------ | ----------------- | ---------------------------- | --------- | --------- | --------- | ---------- |
| ۱                   | ۴۴     | لوئیس همیلتون     | مرسدس                        | ۱:۳۵٫۸۵۱  | ۱:۳۵٫۶۳۴  | ۱:۳۴٫۷۷۹  | 1          |
| ۲                   | ۷۷     | والتری بوتاس      | مرسدس                        | ۱:۳۶٫۲۰۰  | ۱:۳۵٫۶۷۴  | ۱:۳۴٫۹۷۳  | 201        |
| ۳                   | ۳۳     | مکس ورستاپن       | رد بول ریسینگ-هوندا          | ۱:۳۶٫۳۹۰  | ۱:۳۶٫۲۷۵  | ۱:۳۵٫۱۳۹  | ۲          |
| ۴                   | ۱۶     | شارل لکلرک        | فراری                        | ۱:۳۶٫۴۷۸  | ۱:۳۵٫۵۴۳  | ۱:۳۵٫۲۱۹  | ۳          |
| ۵                   | ۵      | سباستین فتل       | فراری                        | ۱:۳۶٫۹۶۳  | ۱:۳۵٫۷۸۶  | ۱:۳۵٫۳۳۹  | ۴          |
| ۶                   | ۲۳     | الکساندر آلبون    | رد بول ریسینگ-هوندا          | ۱:۳۶٫۱۰۲  | ۱:۳۶٫۷۱۸  | ۱:۳۵٫۶۸۲  | ۵          |
| ۷                   | ۴      | لاندو نوریس       | مک‌لارن-رنو                   | ۱:۳۷٫۵۴۵  | ۱:۳۶٫۷۶۴  | ۱:۳۶٫۴۳۶  | ۶          |
| ۸                   | ۳      | دنیل ریکاردو      | رنو                          | ۱:۳۷٫۱۰۶  | ۱:۳۶٫۷۸۵  | ۱:۳۶٫۴۵۶  | ۷          |
| ۹                   | ۵۵     | کارلوس ساینز      | مک‌لارن-رنو                   | ۱:۳۷٫۳۵۸  | ۱:۳۶٫۳۰۸  | ۱:۳۶٫۴۵۹  | ۸          |
| ۱۰                  | ۲۷     | نیکو هولکنبرگ     | رنو                          | ۱:۳۷٫۵۰۶  | ۱:۳۶٫۸۵۹  | ۱:۳۶٫۷۱۰  | ۹          |
| ۱۱                  | ۱۱     | سرجیو پرز         | ریسینگ پوینت-بی‌دبلیوتی مرسدس | ۱:۳۶٫۹۶۱  | ۱:۳۷٫۰۵۵  | ن/م       | ۱۰         |
| ۱۲                  | ۱۰     | پیر گسلی          | اسکودریا تورو روسو-هوندا     | ۱:۳۷٫۱۹۸  | ۱:۳۷٫۰۸۹  | ن/م       | ۱۱         |
| ۱۳                  | ۱۸     | لانس استرول       | ریسینگ پوینت-بی‌دبلیوتی مرسدس | ۱:۳۷٫۵۲۸  | ۱:۳۷٫۱۰۳  | ن/م       | ۱۲         |
| ۱۴                  | ۲۶     | دانیل کویات       | اسکودریا تورو روسو-هوندا     | ۱:۳۷٫۶۸۳  | ۱:۳۷٫۱۴۱  | ن/م       | ۱۳         |
| ۱۵                  | ۲۰     | کوین مگنوسن       | هاس-فراری                    | ۱:۳۷٫۷۱۰  | ۱:۳۷٫۲۵۴  | ن/م       | ۱۴         |
| ۱۶                  | ۸      | رومن گروژان       | هاس-فراری                    | ۱:۳۸٫۰۵۱  | ن/م       | ن/م       | ۱۵         |
| ۱۷                  | ۹۹     | آنتونیو جوویناتزی | آلفا رومئو ریسینگ-فراری      | ۱:۳۸٫۱۱۴  | ن/م       | ن/م       | ۱۶         |
| ۱۸                  | ۷      | کیمی رایکونن      | آلفا رومئو ریسینگ-فراری      | ۱:۳۸٫۳۸۳  | ن/م       | ن/م       | ۱۷         |
| ۱۹                  | ۶۳     | جورج راسل         | ویلیامز-مرسدس                | ۱:۳۸٫۷۱۷  | ن/م       | ن/م       | ۱۸         |
| ۲۰                  | ۸۸     | رابرت کوبیکا      | ویلیامز-مرسدس                | ۱:۳۹٫۲۳۶  | ن/م       | ن/م       | ۱۹         |
| زمان ۱۰۷٪: ۱:۴۲٫۵۶۱ |        |                   |                              |           |           |           |            |
| منبع:               |        |                   |                              |           |           |           |            |

یادداشت‌ها
- ^  – والتری بوتاس به‌دلیل تجاوز از سهمیهٔ مجاز برای اجزاء واحد قدرت (پیشرانه)، به شروع مسابقه از انتهای صف شروع ملزم شد.[۱۳][۱۴]

## مسابقه

### رده‌بندی مسابقه
| جایگاه                                                  | شماره. | راننده            | سازنده                       | دورها | زمان/بازنشست | رده شروع | امتیاز |
| ------------------------------------------------------- | ------ | ----------------- | ---------------------------- | ----- | ------------ | -------- | ------ |
| ۱                                                       | ۴۴     | لوئیس همیلتون     | مرسدس                        | ۵۵    | ۱:۳۴:۰۵٫۷۱۵  | ۱        | ۲۶1    |
| ۲                                                       | ۳۳     | مکس فرستاپن       | رد بول ریسینگ-هوندا          | ۵۵    | +۱۶٫۷۷۲      | ۲        | ۱۸     |
| ۳                                                       | ۱۶     | شارل لکلرک        | فراری                        | ۵۵    | +۴۳٫۴۳۵      | ۳        | ۱۵     |
| ۴                                                       | ۷۷     | والتری بوتاس      | مرسدس                        | ۵۵    | +۴۴٫۳۷۹      | ۲۰       | ۱۲     |
| ۵                                                       | ۵      | سباستین فتل       | فراری                        | ۵۵    | +۱:۰۴٫۳۵۷    | ۴        | ۱۰     |
| ۶                                                       | ۲۳     | الکساندر آلبون    | رد بول ریسینگ-هوندا          | ۵۵    | +۱:۰۹٫۲۰۵    | ۵        | ۸      |
| ۷                                                       | ۱۱     | سرجیو پرز         | ریسینگ پوینت-بی‌دبلیوتی مرسدس | ۵۴    | +۱ دور       | ۱۰       | ۶      |
| ۸                                                       | ۴      | لاندو نوریس       | مک‌لارن-رنو                   | ۵۴    | +۱ دور       | ۶        | ۴      |
| ۹                                                       | ۲۶     | دانیل کویات       | اسکودریا تورو روسو-هوندا     | ۵۴    | +۱ دور       | ۱۳       | ۲      |
| ۱۰                                                      | ۵۵     | کارلوس ساینز      | مک‌لارن-رنو                   | ۵۴    | +۱ دور       | ۸        | ۱      |
| ۱۱                                                      | ۳      | دنیل ریکاردو      | رنو                          | ۵۴    | +۱ دور       | ۷        |        |
| ۱۲                                                      | ۲۷     | نیکو هولکنبرگ     | رنو                          | ۵۴    | +۱ دور       | ۹        |        |
| ۱۳                                                      | ۷      | کیمی رایکونن      | آلفا رومئو ریسینگ-فراری      | ۵۴    | +۱ دور       | ۱۷       |        |
| ۱۴                                                      | ۲۰     | کوین مگنوسن       | هاس-فراری                    | ۵۴    | +۱ دور       | ۱۴       |        |
| ۱۵                                                      | ۸      | رومن گروژان       | هاس-فراری                    | ۵۴    | +۱ دور       | ۱۵       |        |
| ۱۶                                                      | ۹۹     | آنتونیو جوویناتزی | آلفا رومئو ریسینگ-فراری      | ۵۴    | +۱ دور       | ۱۶       |        |
| ۱۷                                                      | ۶۳     | جورج راسل         | ویلیامز-مرسدس                | ۵۴    | +۱ دور       | ۱۸       |        |
| ۱۸                                                      | ۱۰     | پیر گسلی          | اسکودریا تورو روسو-هوندا     | ۵۳    | +۲ دور       | ۱۱       |        |
| ۱۹                                                      | ۸۸     | رابرت کوبیکا      | ویلیامز-مرسدس                | ۵۳    | +۲ دور       | ۱۹       |        |
| ب                                                       | ۱۸     | لانس استرول       | ریسینگ پوینت-بی‌دبلیوتی مرسدس | ۴۵    | ترمزها       | ۱۲       |        |
| سریع‌ترین دور: لوئیس همیلتون (مرسدس) – ۱:۳۹٫۲۸۳ (دور ۵۳) |        |                   |                              |       |              |          |        |
| منبع:                                                   |        |                   |                              |       |              |          |        |

یادداشت‌ها
- ^  – شامل یک امتیاز اضافه برای ثبت سریع‌ترین دور.

## رده‌بندی قهرمانی پس از مسابقه
|       | جایگاه | راننده        | امتیاز |
| ----- | ------ | ------------- | ------ |
|       | ۱      | لوئیس همیلتون | ۴۱۳    |
|       | 2      | والتری بوتاس  | ۳۲۶    |
|       | ۳      | مکس فرستاپن   | ۲۷۸    |
|       | ۴      | شارل لکلرک    | ۲۶۴    |
|       | ۵      | سباستین فتل   | ۲۴۰    |
| منبع: |        |               |        |

|       | جایگاه | سازنده              | امتیاز |
| ----- | ------ | ------------------- | ------ |
|       | ۱      | مرسدس               | ۷۳۹    |
|       | ۲      | فراری               | ۵۰۴    |
|       | ۳      | رد بول ریسینگ-هوندا | ۴۱۷    |
|       | ۴      | مک‌لارن-رنو          | ۱۴۵    |
|       | ۵      | رنو                 | ۹۱     |
| منبع: |        |                     |        |

یادداشت
- تنها پنج جایگاه نخست از هر رده‌بندی نمایش داده شده‌است.